# ATP-seizoen 1996
Het ATP-seizoen in 1996 bestond uit de internationale tennistoernooien, die door de ATP en ITF werden georganiseerd in het kalenderjaar 1996.
Het speelschema omvatte:
- 80 ATP-toernooien, bestaande uit de categorieën:
  - ATP Mercedes-Benz Super 9: 9
  - ATP Championship Series: 11
  - ATP World Series: 57
  - Tennis Masters Cup: 2 (eindejaarstoernooi voor de 8 beste tennissers/dubbelteams)
  - World Team Cup: landenteamtoernooi, geen ATP-punten.
- 8 ITF-toernooien, bestaande uit de:
  - 4 grandslamtoernooien;
  - Olympische Spelen in Atlanta;
  - Grand Slam Cup; eindejaarstoernooi voor de 16 beste tennissers van de grandslamtoernooien
  - Davis Cup: landenteamtoernooi;
  - Hopman Cup: landenteamtoernooi voor gemengde tenniskoppels, geen ATP-punten.

In de onderstaande tabellen staat het overzicht van de ATP-toernooien, aangevuld met de grand slams en teamwedstrijden die niet door de ATP maar door de ITF worden georganiseerd.

## Legenda
| Grand Slams             |
| Olympische Spelen       |
| Tennis Masters Cup      |
| ATP Super 9             |
| ATP Championship Series |
| ATP World Series        |
| Toernooien voor teams   |

### Codering
De codering voor het aantal deelnemers.
128S/128Q/64D/32X
- 128 deelnemers aan hoofdtoernooi (S)
- 128 aan het kwalificatietoernooi (Q)
- 64 koppels in het dubbelspel (D)
- 32 koppels in het gemengd dubbel (X).

Alle toernooien worden in principe buiten gespeeld, tenzij anders vermeld.
RR = groepswedstrijden, (i) = indoor

## Speelschema

### Januari
| Week van              | Toernooi | Winnaar(s)                          | Finalist(en)                           | Uitslag finale     |         |
| --------------------- | --- | ----------------------------------- | -------------------------------------- | ------------------ | ------- |
| 31 december           | Hopman Cup Perth, Australië ITF gemengd teamcompetitie - hardcourt (i) - 8 teams RR                           | Kroatië Goran Ivanišević Iva Majoli | Zwitserland Marc Rosset Martina Hingis | 2-1                | details |
| 1 januari             | Australian Men's hardcourt Championships Adelaide, Australië ATP World Series $ 303.000 - hardcourt - 32S/16D | Jevgeni Kafelnikov                  | Byron Black                            | 7-6(0), 3-6, 6-1   | details |
| 1 januari             | Australian Men's hardcourt Championships Adelaide, Australië ATP World Series $ 303.000 - hardcourt - 32S/16D | Todd Woodbridge Mark Woodforde      | Jonas Björkman Tommy Ho                | 7-5, 7-6           | details |
| 1 januari             | Qatar Mobil Open Doha, Qatar ATP World Series $ 600.000 - hardcourt - 32S/16D                                 | Petr Korda                          | Younes El Aynaoui                      | 7-6(5) 2-6 7-6(5)  | details |
| 1 januari             | Qatar Mobil Open Doha, Qatar ATP World Series $ 600.000 - hardcourt - 32S/16D                                 | Mark Knowles Daniel Nestor          | Jacco Eltingh Paul Haarhuis            | 7-6, 6-3           | details |
| 8 januari             | Heineken Open Auckland, Nieuw-Zeeland ATP World Series $ 303.000 - hardcourt - 32S/16D                        | Jiří Novák                          | Brett Steven                           | 6-4, 6-4           | details |
| 8 januari             | Heineken Open Auckland, Nieuw-Zeeland ATP World Series $ 303.000 - hardcourt - 32S/16D                        | Marcos Ondruska Jack Waite          | Jonas Björkman Brett Steven            | Walk-over          | details |
| 8 januari             | Jakarta Open Jakarta, Indonesië ATP World Series $ 303.000 - hardcourt - 32S/16D                              | Sjeng Schalken                      | Younes El Aynaoui                      | 6-3, 6-2           | details |
| 8 januari             | Jakarta Open Jakarta, Indonesië ATP World Series $ 303.000 - hardcourt - 32S/16D                              | Rick Leach Scott Melville           | Kent Kinnear Dave Randall              | 6-1, 2-6, 6-1      | details |
| 8 januari             | Peters International Sydney, Australië ATP World Series $ 303.000 - hardcourt - 32S/16D                       | Todd Martin                         | Goran Ivanišević                       | 5-7, 6-3, 6-4      | details |
| 8 januari             | Peters International Sydney, Australië ATP World Series $ 303.000 - hardcourt - 32S/16D                       | Ellis Ferreira Jan Siemerink        | Patrick McEnroe Sandon Stolle          | 5-7, 6-4, 6-1      | details |
| 15 januari 22 januari | Australian Open Melbourne, Australië Grand Slam $ 3.180.318 - hardcourt 128S/128Q/64D/32X                     | Boris Becker                        | Michael Chang                          | 6-2, 6-4, 2-6, 6-2 | details |
| 15 januari 22 januari | Australian Open Melbourne, Australië Grand Slam $ 3.180.318 - hardcourt 128S/128Q/64D/32X                     | Stefan Edberg Petr Korda            | Sébastien Lareau Alex O'Brien          | 7-5, 7-5, 4-6, 6-1 | details |
| 15 januari 22 januari | Australian Open Melbourne, Australië Grand Slam $ 3.180.318 - hardcourt 128S/128Q/64D/32X                     | Larisa Neiland Mark Woodforde       | Nicole Arendt Luke Jensen              | 4-6, 7-5, 6-0      | details |
| 29 januari            | Croatian Indoors Zagreb, Kroatië ATP World Series $ 375.000 - tapijt(i) - 32S/16D                             | Goran Ivanišević                    | Cédric Pioline                         | 3-6, 6-3, 6-2      | details |
| 29 januari            | Croatian Indoors Zagreb, Kroatië ATP World Series $ 375.000 - tapijt(i) - 32S/16D                             | Menno Oosting Libor Pimek           | Martin Damm Hendrik Jan Davids         | 6-3, 7-6           | details |
| 29 januari            | Shanghai Open Shanghai, China ATP World Series $ 305.000 - tapijt (i)- 32S/16D                                | Andrej Olchovski                    | Mark Knowles                           | 7-6(5), 6-2        | details |
| 29 januari            | Shanghai Open Shanghai, China ATP World Series $ 305.000 - tapijt (i)- 32S/16D                                | Mark Knowles Roger Smith            | Jim Grabb Michael Tebbutt              | 4-6, 6-2, 7-6      | details |

### Februari
| Week van               | Toernooi | Winnaar(s)                             | Finalist(en)                     | Uitslag finale   |         |
| ---------------------- | --- | -------------------------------------- | -------------------------------- | ---------------- | ------- |
| 9 februari 11 februari | Davis Cup (1e ronde)                                                                                           |                                        |                                  |                  | details |
| 12 februari            | Open 13 Marseille, Frankrijk ATP World Series $ 514.250 - hardcourt (i) - 32S/16D/                             | Guy Forget                             | Cédric Pioline                   | 7-5, 6-4         | details |
| 12 februari            | Open 13 Marseille, Frankrijk ATP World Series $ 514.250 - hardcourt (i) - 32S/16D/                             | Jean-Philippe Fleurian Guillaume Raoux | Marius Barnard Peter Nyborg      | 6-3, 6-2         | details |
| 12 februari            | Dubai Tennis Open Dubai, Verenigde Arabische Emiraten ATP World Series $ 1.014.250 - hardcourt - 32S/16D       | Goran Ivanišević                       | Albert Costa                     | 6-4, 6-3         | details |
| 12 februari            | Dubai Tennis Open Dubai, Verenigde Arabische Emiraten ATP World Series $ 1.014.250 - hardcourt - 32S/16D       | Byron Black Grant Connell              | Karel Nováček Jiří Novák         | 6-0, 6-1         | details |
| 12 februari            | Sybase Open San José, Verenigde Staten ATP World Series $ 303.000 - hardcourt (i) - 32S/16D                    | Pete Sampras                           | Andre Agassi                     | 6-2, 6-3         | details |
| 12 februari            | Sybase Open San José, Verenigde Staten ATP World Series $ 303.000 - hardcourt (i) - 32S/16D                    | Trevor Kronemann David Macpherson      | Richey Reneberg Jonathan Stark   | 6-4, 3-6, 6-3    | details |
| 19 februari            | The European Community Championship Antwerpen, België ATP Championship Series $ 875.000 - tapijt (i) - 32S/16D | Michael Stich                          | Goran Ivanišević                 | 6-3, 6-2, 7-6(5) | details |
| 19 februari            | The European Community Championship Antwerpen, België ATP Championship Series $ 875.000 - tapijt (i) - 32S/16D | Jonas Björkman Nicklas Kulti           | Jevgeni Kafelnikov Menno Oosting | 6-4, 6-4         | details |
| 19 februari            | Kroger St. Jude Memphis, Verenigde Staten ATP Championship Series $ 683.000 - hardcourt (i) - 48S/24D          | Pete Sampras                           | Todd Martin                      | 6-4, 7-6(2)      | details |
| 19 februari            | Kroger St. Jude Memphis, Verenigde Staten ATP Championship Series $ 683.000 - hardcourt (i) - 48S/24D          | Mark Knowles Daniel Nestor             | Todd Woodbridge Mark Woodforde   | 6-4, 7-5         | details |
| 26 februari            | Comcast U.S. Indoor Philadelphia, Verenigde Staten ATP Championship Series $ 589.250 - tapijt (i) - 32S/16D    | Jim Courier                            | Chris Woodruff                   | 6-4, 6-3         | details |
| 26 februari            | Comcast U.S. Indoor Philadelphia, Verenigde Staten ATP Championship Series $ 589.250 - tapijt (i) - 32S/16D    | Todd Woodbridge Mark Woodforde         | Byron Black Grant Connell        | 7-6, 6-2         | details |
| 26 februari            | Internazionali di Lombardia Milaan, Italië ATP Championship Series $ 689.250 - tapijt (i) - 32S/16D            | Goran Ivanišević                       | Marc Rosset                      | 6-3, 7-6(3)      | details |
| 26 februari            | Internazionali di Lombardia Milaan, Italië ATP Championship Series $ 689.250 - tapijt (i) - 32S/16D            | Andrea Gaudenzi Goran Ivanišević       | Guy Forget Jakob Hlasek          | 6-4, 7-5         | details |

### Maart
| Week van          | Toernooi | Winnaar(s)                          | Finalist(en)                     | Uitslag finale |         |
| ----------------- | --- | ----------------------------------- | -------------------------------- | -------------- | ------- |
| 4 maart           | ABN AMRO World Tennis Tournament Rotterdam, Nederland ATP World Series $ 725.000 - tapijt (i) - 32S/16D         | Goran Ivanišević                    | Jevgeni Kafelnikov               | 6-4, 3-6, 6-3  | details |
| 4 maart           | ABN AMRO World Tennis Tournament Rotterdam, Nederland ATP World Series $ 725.000 - tapijt (i) - 32S/16D         | David Adams Marius Barnard          | Hendrik Jan Davids Cyril Suk     | 6-3, 5-7, 7-6  | details |
| 4 maart           | Franklin Templeton Tennis Classic Scottsdale, Verenigde Staten ATP World Series $ 303.000 - hardcourt - 32S/16D | Wayne Ferreira                      | Marcelo Ríos                     | 2-6, 6-3, 6-3  | details |
| 4 maart           | Franklin Templeton Tennis Classic Scottsdale, Verenigde Staten ATP World Series $ 303.000 - hardcourt - 32S/16D | Patrick Galbraith Rick Leach        | Richey Reneberg Brett Steven     | 5-7, 7-5, 7-5  | details |
| 4 maart           | Abierto Mexicano Telcel Mexico, Mexico ATP World Series $ 305.000 - gravel - 32S/16D                            | Thomas Muster                       | Jiří Novák                       | 7-6(3), 6-2    | details |
| 4 maart           | Abierto Mexicano Telcel Mexico, Mexico ATP World Series $ 305.000 - gravel - 32S/16D                            | Donald Johnson Francisco Montana    | Nicolas Pereira Emilio Sánchez   | 6-2, 6-4       | details |
| 11 maart          | Copenhagen Open Kopenhagen, Denemarken ATP World Series $ 203.000 - tapijt (i) - 32S/16D                        | Cédric Pioline                      | Kenneth Carlsen                  | 6-2, 7-6(7)    | details |
| 11 maart          | Copenhagen Open Kopenhagen, Denemarken ATP World Series $ 203.000 - tapijt (i) - 32S/16D                        | Libor Pimek Byron Talbot            | Wayne Arthurs Andrew Kratzmann   | 7-6, 3-6, 6-3  | details |
| 11 maart          | Newsweek Champions Cup Indian Wells, Verenigde Staten ATP Super 9 $ 1.950.000 - hardcourt - 56S/28D             | Michael Chang                       | Paul Haarhuis                    | 7-5, 6-1, 6-1  | details |
| 11 maart          | Newsweek Champions Cup Indian Wells, Verenigde Staten ATP Super 9 $ 1.950.000 - hardcourt - 56S/28D             | Todd Woodbridge Mark Woodforde      | Brian MacPhie Michael Tebbutt    | 1-6, 6-2, 6-2  | details |
| 18 maart          | St. Petersburg Open Sint-Petersburg, Rusland ATP World Series $ 300.000 - tapijt(i) - 32S/16D                   | Magnus Gustafsson                   | Jevgeni Kafelnikov               | 6-2, 7-6(4)    | details |
| 18 maart          | St. Petersburg Open Sint-Petersburg, Rusland ATP World Series $ 300.000 - tapijt(i) - 32S/16D                   | Jevgeni Kafelnikov Andrej Olchovski | Nicklas Kulti Peter Nyborg       | 6-3, 6-4       | details |
| 18 maart 25 maart | Lipton Championships Key Biscayne, Verenigde Staten ATP Super 9 $ 2.300.000 - hardcourt - 96S/48D               | Andre Agassi                        | Goran Ivanišević                 | 3-0, opgave    | details |
| 18 maart 25 maart | Lipton Championships Key Biscayne, Verenigde Staten ATP Super 9 $ 2.300.000 - hardcourt - 96S/48D               | Todd Woodbridge Mark Woodforde      | Ellis Ferreira Patrick Galbraith | 6-1, 6-3       | details |
| 25 maart          | Grand Prix Hassan II Casablanca, Marokko ATP World Series $ 203.000 - gravel - 32S/16D                          | Tomás Carbonell                     | Gilbert Schaller                 | 7-5, 1-6, 6-2  | details |
| 25 maart          | Grand Prix Hassan II Casablanca, Marokko ATP World Series $ 203.000 - gravel - 32S/16D                          | Jiří Novák David Rikl               | Tomás Carbonell Francisco Roig   | 7-6, 6-3       | details |

### April
| Week van        | Toernooi                                                                                         | Winnaar(s)                         | Finalist(en)                   | Uitslag finale          |         |
| --------------- | ------------------------------------------------------------------------------------------------ | ---------------------------------- | ------------------------------ | ----------------------- | ------- |
| 5 april 7 april | Davis Cup (kwartfinale)                                                                          |                                    |                                |                         | details |
| 8 april         | Gold Flake Open New Delhi, India ATP World Series $ 405.000 - hardcourt - 32S/16D                | Thomas Enqvist                     | Byron Black                    | 6-2, 7-6(3)             | details |
| 8 april         | Gold Flake Open New Delhi, India ATP World Series $ 405.000 - hardcourt - 32S/16D                | Jonas Björkman Nicklas Kulti       | Byron Black Sandon Stolle      | 4-6, 6-4, 6-4           | details |
| 8 april         | Estoril Open Estoril, Portugal ATP World Series $ 600.000 - gravel - 32S/16D                     | Thomas Muster                      | Andrea Gaudenzi                | 7-6(4), 6-4             | details |
| 8 april         | Estoril Open Estoril, Portugal ATP World Series $ 600.000 - gravel - 32S/16D                     | Tomás Carbonell Francisco Roig     | Tom Nijssen Greg Van Emburgh   | 6-3, 6-2                | details |
| 8 april         | Hong Kong Open Hongkong, Hongkong ATP World Series $ 303.000 - hardcourt - 32S/16D               | Pete Sampras                       | Michael Chang                  | 6-4, 3-6, 6-4           | details |
| 8 april         | Hong Kong Open Hongkong, Hongkong ATP World Series $ 303.000 - hardcourt - 32S/16D               | Patrick Galbraith Andrej Olchovski | Kent Kinnear Dave Randall      | 6-3, 6-7, 7-6           | details |
| 15 april        | Japan Open Tokio, Japan ATP Championship Series $ 935.000 - hardcourt - 56S/28D                  | Pete Sampras                       | Richey Reneberg                | 6-4, 7-5                | details |
| 15 april        | Japan Open Tokio, Japan ATP Championship Series $ 935.000 - hardcourt - 56S/28D                  | Todd Woodbridge Mark Woodforde     | Mark Knowles Rick Leach        | 6-2, 6-3                | details |
| 15 april        | Torneo Godó Barcelona, Spanje ATP Championship Series $ 825.000 - gravel - 56S/28D               | Thomas Muster                      | Marcelo Ríos                   | 6-3, 4-6, 6-4, 6-1      | details |
| 15 april        | Torneo Godó Barcelona, Spanje ATP Championship Series $ 825.000 - gravel - 56S/28D               | Luis Lobo Javier Sánchez           | Neil Broad Piet Norval         | 6-1, 6-3                | details |
| 15 april        | Bermuda Open Paget, Bermuda ATP World Series $ 303.000 - gravel - 32S/16D                        | MaliVai Washington                 | Marcelo Filippini              | 6-7(6), 6-4, 7-5        | details |
| 15 april        | Bermuda Open Paget, Bermuda ATP World Series $ 303.000 - gravel - 32S/16D                        | Jan Apell Brent Haygarth           | Pat Cash Patrick Rafter        | 3-6, 6-1, 6-3           | details |
| 22 april        | Monte Carlo Masters Monte Carlo, Monaco ATP Super 9 $ 1.950.000 - gravel - 56S/28D               | Thomas Muster                      | Albert Costa                   | 6-3, 5-7, 4-6, 6-3, 6-2 | details |
| 22 april        | Monte Carlo Masters Monte Carlo, Monaco ATP Super 9 $ 1.950.000 - gravel - 56S/28D               | Ellis Ferreira Jan Siemerink       | Jonas Björkman Nicklas Kulti   | 2-6, 6-3, 6-2           | details |
| 22 april        | Seoul Open Seoul, Zuid-Korea ATP World Series $ 203.000 - hardcourt - 32S/16D                    | Byron Black                        | Martin Damm                    | 7-6(3), 6-3             | details |
| 22 april        | Seoul Open Seoul, Zuid-Korea ATP World Series $ 203.000 - hardcourt - 32S/16D                    | Rick Leach Jonathan Stark          | Kent Kinnear Kevin Ullyett     | 6-4, 6-4                | details |
| 29 april        | BMW Open München, Duitsland ATP World Series $ 400.000 - gravel - 32S/16D                        | Ctislav Doseděl                    | Carlos Moyá                    | 6-4, 4-6, 6-3           | details |
| 29 april        | BMW Open München, Duitsland ATP World Series $ 400.000 - gravel - 32S/16D                        | Lan Bale Stephen Noteboom          | Olivier Delaître Diego Nargiso | 4-6, 7-6, 6-4           | details |
| 29 april        | Verizon Tennis Challenge Atlanta, Verenigde Staten ATP World Series $ 303.000 - gravel - 32S/16D | Karim Alami                        | Nicklas Kulti                  | 6-3, 6-4                | details |
| 29 april        | Verizon Tennis Challenge Atlanta, Verenigde Staten ATP World Series $ 303.000 - gravel - 32S/16D | Christo van Rensburg David Wheaton | Bill Behrens Matt Lucena       | 7-6, 6-2                | details |
| 29 april        | Paegas Czech Open Praag, Tsjechië ATP World Series $ 340.000 - gravel - 32S/16D                  | Jevgeni Kafelnikov                 | Bohdan Ulihrach                | 7-5, 1-6, 6-3           | details |
| 29 april        | Paegas Czech Open Praag, Tsjechië ATP World Series $ 340.000 - gravel - 32S/16D                  | Jevgeni Kafelnikov Daniel Vacek    | Luis Lobo Javier Sánchez       | 6-3, 6-7, 6-3           | details |

### Mei
| Week van      | Toernooi | Winnaar(s)                      | Finalist(en)                 | Uitslag finale      |         |
| ------------- | --- | ------------------------------- | ---------------------------- | ------------------- | ------- |
| 6 mei         | German Open Hamburg, Duitsland ATP Super 9 $ 1.950.000 - gravel - 56S/28D                                      | Roberto Carretero               | Àlex Corretja                | 2-6, 6-4, 6-4, 6-4  | details |
| 6 mei         | German Open Hamburg, Duitsland ATP Super 9 $ 1.950.000 - gravel - 56S/28D                                      | Mark Knowles Daniel Nestor      | Guy Forget Jakob Hlasek      | 6-2, 6-4            | details |
| 6 mei         | U.S. Men's Clay Court Championships Pinehurst, Verenigde Staten ATP World Series $ 264.250 - gravel - 32S/16D  | Fernando Meligeni               | Mats Wilander                | 6-4, 6-2            | details |
| 6 mei         | U.S. Men's Clay Court Championships Pinehurst, Verenigde Staten ATP World Series $ 264.250 - gravel - 32S/16D  | Pat Cash Patrick Rafter         | Ken Flach David Wheaton      | 6-2, 6-3            | details |
| 13 mei        | America's Red Clay Championships Coral Springs, Verenigde Staten ATP World Series $ 245.000 - gravel - 32S/16D | Jason Stoltenberg               | Chris Woodruff               | 7-6(4), 2-6, 7-5    | details |
| 13 mei        | America's Red Clay Championships Coral Springs, Verenigde Staten ATP World Series $ 245.000 - gravel - 32S/16D | Todd Woodbridge Mark Woodforde  | Ivan Baron Brett Hansen-Dent | 6-3, 6-3            | details |
| 13 mei        | Internazionali d'Italia Rome, Italië ATP Super 9 $ 1.950.000 - gravel - 64S/32D                                | Thomas Muster                   | Richard Krajicek             | 6-2, 6-4, 3-6, 6-3  | details |
| 13 mei        | Internazionali d'Italia Rome, Italië ATP Super 9 $ 1.950.000 - gravel - 64S/32D                                | Byron Black Grant Connell       | Libor Pimek Byron Talbot     | 6-2, 6-3            | details |
| 20 mei        | Peugeot World Team Cup Düsseldorf, Duitsland ATP World Team Championship $ 1.650.000 - gravel - 8 teams (RR)   | Zwitserland                     | Tsjechië                     | 2-1                 | details |
| 20 mei        | Internationaler Raiffeisen Grand Prix Sankt Pölten, Oostenrijk ATP World Series $ 400.000 - gravel - 32S/16D   | Marcelo Ríos                    | Félix Mantilla               | 6-2, 6-4            | details |
| 20 mei        | Internationaler Raiffeisen Grand Prix Sankt Pölten, Oostenrijk ATP World Series $ 400.000 - gravel - 32S/16D   | Ctislav Doseděl Pavel Vízner    | David Adams Menno Oosting    | 6-7, 6-4, 6-3       | details |
| 27 mei 3 juni | Roland Garros Parijs, Frankrijk Grand Slam $ 5.125.107 - gravel 128S/128Q/64D/48X                              | Jevgeni Kafelnikov              | Michael Stich                | 7-6(4), 7-5, 7-6(4) | details |
| 27 mei 3 juni | Roland Garros Parijs, Frankrijk Grand Slam $ 5.125.107 - gravel 128S/128Q/64D/48X                              | Jevgeni Kafelnikov Daniel Vacek | Guy Forget Jakob Hlasek      | 6-2, 6-3            | details |
| 27 mei 3 juni | Roland Garros Parijs, Frankrijk Grand Slam $ 5.125.107 - gravel 128S/128Q/64D/48X                              | Patricia Tarabini Javier Frana  | Nicole Arendt Luke Jensen    | 6-2, 6-2            | details |

### Juni
| Week van       | Toernooi                                                                                            | Winnaar(s)                          | Finalist(en)                    | Uitslag finale     |         |
| -------------- | --------------------------------------------------------------------------------------------------- | ----------------------------------- | ------------------------------- | ------------------ | ------- |
| 10 juni        | Stella Artois Championships Londen, Verenigd Koninkrijk ATP World Series $ 675.000 - gras - 56S/28D | Boris Becker                        | Stefan Edberg                   | 6-4, 7-6(3)        | details |
| 10 juni        | Stella Artois Championships Londen, Verenigd Koninkrijk ATP World Series $ 675.000 - gras - 56S/28D | Todd Woodbridge Mark Woodforde      | Sébastien Lareau Alex O'Brien   | 6-3, 7-6           | details |
| 10 juni        | Wilkinson Championships Rosmalen, Nederland ATP World Series $ 475.000 - gras - 32S/16D             | Richey Reneberg                     | Stéphane Simian                 | 6-4, 6-0           | details |
| 10 juni        | Wilkinson Championships Rosmalen, Nederland ATP World Series $ 475.000 - gras - 32S/16D             | Paul Kilderry Pavel Vízner          | Anders Järryd Daniel Nestor     | 7-5, 6-3           | details |
| 10 juni        | Maia Open Porto, Portugal ATP World Series $ 400.000 - gravel - 32S/16D                             | Félix Mantilla                      | Hernán Gumy                     | 6-7(5), 6-4, 6-3   | details |
| 10 juni        | Maia Open Porto, Portugal ATP World Series $ 400.000 - gravel - 32S/16D                             | Emanuel Couto Bernardo Mota         | Joshua Eagle Andrew Florent     | 4-6, 6-4, 6-4      | details |
| 17 juni        | Bologna Outdoor Bologna, Italië ATP World Series $ 303.000 - gravel - 32S/16D                       | Alberto Berasategui                 | Carlos Costa                    | 6-3, 6-4           | details |
| 17 juni        | Bologna Outdoor Bologna, Italië ATP World Series $ 303.000 - gravel - 32S/16D                       | Brent Haygarth Christo van Rensburg | Karim Alami Gábor Köves         | 6-1, 6-4           | details |
| 17 juni        | Gerry Weber Open Halle, Duitsland ATP World Series $ 875.000 - gras - 32S/16D                       | Nicklas Kulti                       | Jevgeni Kafelnikov              | 6-7(5), 6-3, 6-4   | details |
| 17 juni        | Gerry Weber Open Halle, Duitsland ATP World Series $ 875.000 - gras - 32S/16D                       | Byron Black Grant Connell           | Jevgeni Kafelnikov Daniel Vacek | 6-1, 7-5           | details |
| 17 juni        | The Nottingham Open Nottingham, Verenigd Koninkrijk ATP World Series $ 303.000 - gras - 32S/16D     | Jan Siemerink                       | Sandon Stolle                   | 6-3, 7-6(0)        | details |
| 17 juni        | The Nottingham Open Nottingham, Verenigd Koninkrijk ATP World Series $ 303.000 - gras - 32S/16D     | Mark Petchey Danny Sapsford         | Neil Broad Piet Norval          | 6-7, 7-6, 6-4      | details |
| 24 juni 1 juli | Wimbledon Londen, Verenigd Koninkrijk Grand Slam £ 6.465.910 - gras 128S/128Q/64D/16Q/64X           | Richard Krajicek                    | MaliVai Washington              | 6-3, 6-4, 6-3      | details |
| 24 juni 1 juli | Wimbledon Londen, Verenigd Koninkrijk Grand Slam £ 6.465.910 - gras 128S/128Q/64D/16Q/64X           | Todd Woodbridge Mark Woodforde      | Byron Black Grant Connell       | 4-6, 6-1, 6-3, 6-2 | details |
| 24 juni 1 juli | Wimbledon Londen, Verenigd Koninkrijk Grand Slam £ 6.465.910 - gras 128S/128Q/64D/16Q/64X           | Helena Suková Cyril Suk             | Larisa Neiland Mark Woodforde   | 1-6, 6-3, 6-2      | details |

### Juli
| Week van | Toernooi | Winnaar(s)                       | Finalist(en)                      | Uitslag finale        |         |
| -------- | --- | -------------------------------- | --------------------------------- | --------------------- | ------- |
| 8 juli   | Miller Lite Hall of Fame Tennis Championship Newport, Verenigde Staten ATP World Series $ 230.000 - gras - 32S/16D | Nicolas Pereira                  | Grant Stafford                    | 4-6, 6-4, 6-4         | details |
| 8 juli   | Miller Lite Hall of Fame Tennis Championship Newport, Verenigde Staten ATP World Series $ 230.000 - gras - 32S/16D | Marius Barnard Piet Norval       | Paul Kilderry Michael Tebbutt     | 6-7, 6-4, 6-4         | details |
| 8 juli   | Investor Swedish Open Båstad, Zweden ATP World Series $ 303.000 - gravel - 32S/16D                                 | Magnus Gustafsson                | Andrej Medvedev                   | 6-1, 6-3              | details |
| 8 juli   | Investor Swedish Open Båstad, Zweden ATP World Series $ 303.000 - gravel - 32S/16D                                 | David Ekerot Jeff Tarango        | Joshua Eagle Peter Nyborg         | 6-4, 3-6, 6-4         | details |
| 8 juli   | Allianz Suisse Open Gstaad, Zwitserland ATP World Series $ 525.000 - gravel - 32S/16D                              | Albert Costa                     | Félix Mantilla                    | 4-6, 7-6(2), 6-1, 6-0 | details |
| 8 juli   | Allianz Suisse Open Gstaad, Zwitserland ATP World Series $ 525.000 - gravel - 32S/16D                              | Jiří Novák Pavel Vízner          | Trevor Kronemann David Macpherson | 4-6, 7-6, 7-6         | details |
| 15 juli  | Mercedes Cup Stuttgart, Duitsland ATP Championship Series $ 915.000 - gravel - 48S/24D                             | Thomas Muster                    | Jevgeni Kafelnikov                | 6-2, 6-2, 6-4         | details |
| 15 juli  | Mercedes Cup Stuttgart, Duitsland ATP Championship Series $ 915.000 - gravel - 48S/24D                             | Libor Pimek Byron Talbot         | Tomás Carbonell Francisco Roig    | 6-2, 5-7, 6-4         | details |
| 15 juli  | Legg Mason Tennis Classic Washington, Verenigde Staten ATP Championship Series $ 550.000 - hardcourt - 56S/28D     | Michael Chang                    | Wayne Ferreira                    | 6-2, 6-4              | details |
| 15 juli  | Legg Mason Tennis Classic Washington, Verenigde Staten ATP Championship Series $ 550.000 - hardcourt - 56S/28D     | Grant Connell Scott Davis        | Doug Flach Chris Woodruff         | 7-6, 3-6, 6-3         | details |
| 22 juli  | Olympische Spelen Atlanta, Verenigde Staten Olympische Spelen hardcourt - 64S/32D                                  | Andre Agassi                     | Sergi Bruguera                    | 6-2, 6-3, 6-1         | details |
| 22 juli  | Olympische Spelen Atlanta, Verenigde Staten Olympische Spelen hardcourt - 64S/32D                                  | Mark Woodforde Todd Woodbridge   | Broad Tim Henman                  | 6-4, 6-4, 6-2         | details |
| 22 juli  | Austrian Open Kitzbühel, Oostenrijk ATP World Series $ 500.000 - gravel - 48S/24D                                  | Alberto Berasategui              | Àlex Corretja                     | 6-2, 6-4, 6-4         | details |
| 22 juli  | Austrian Open Kitzbühel, Oostenrijk ATP World Series $ 500.000 - gravel - 48S/24D                                  | Libor Pimek Byron Talbot         | David Adams Menno Oosting         | 7-6, 6-3              | details |
| 29 juli  | Countrywide Classic Los Angeles, Verenigde Staten ATP World Series $ 303.000 - hardcourt - 32S/16D                 | Michael Chang                    | Richard Krajicek                  | 6-4, 6-3              | details |
| 29 juli  | Countrywide Classic Los Angeles, Verenigde Staten ATP World Series $ 303.000 - hardcourt - 32S/16D                 | Marius Barnard Piet Norval       | Jonas Björkman Nicklas Kulti      | 6-4, 3-6, 6-2         | details |
| 29 juli  | Dutch Open Amsterdam, Nederland ATP World Series $ 475.000 - gravel - 32S/16D                                      | Francisco Clavet                 | Younes El Aynaoui                 | 7-5, 6-1, 6-1         | details |
| 29 juli  | Dutch Open Amsterdam, Nederland ATP World Series $ 475.000 - gravel - 32S/16D                                      | Donald Johnson Francisco Montana | Rikard Bergh Jack Waite           | 6-4, 3-6, 6-2         | details |

### Augustus
| Week van                | Toernooi | Winnaar(s)                      | Finalist(en)                       | Uitslag finale      |         |
| ----------------------- | --- | ------------------------------- | ---------------------------------- | ------------------- | ------- |
| 5 augustus              | Great American Insurance ATP Championship Cincinnati, Verenigde Staten ATP Super 9 $ 1.950.000 - hardcourt - 56S/28D | Andre Agassi                    | Michael Chang                      | 7-6(4), 6-4         | details |
| 5 augustus              | Great American Insurance ATP Championship Cincinnati, Verenigde Staten ATP Super 9 $ 1.950.000 - hardcourt - 56S/28D | Mark Knowles Daniel Nestor      | Sandon Stolle Cyril Suk            | 3-6, 6-3, 6-4       | details |
| 5 augustus              | Internazionali di Tennis di San Marino San Marino, San Marino ATP World Series $ 275.000 - gravel - 32S/16D          | Albert Costa                    | Félix Mantilla                     | 7-6(7), 6-3         | details |
| 5 augustus              | Internazionali di Tennis di San Marino San Marino, San Marino ATP World Series $ 275.000 - gravel - 32S/16D          | Pablo Albano Lucas Arnold Ker   | Mariano Hood Sebastián Prieto      | 6-1, 6-3            | details |
| 12 augustus             | RCA Championships Indianapolis, Verenigde Staten ATP Championship Series $ 915.000 - hardcourt - 56S/28Q/28D         | Pete Sampras                    | Goran Ivanišević                   | 7-6(3), 7-5         | details |
| 12 augustus             | RCA Championships Indianapolis, Verenigde Staten ATP Championship Series $ 915.000 - hardcourt - 56S/28Q/28D         | Jim Grabb Richey Reneberg       | Petr Korda Cyril Suk               | 7-6, 4-6, 6-4       | details |
| 12 augustus             | Volvo International New Haven, Verenigde Staten ATP Championship Series $ 915.000 - hardcourt - 56S/28Q/28D/8Q       | Alex O'Brien                    | Jan Siemerink                      | 7-6(6), 6-4         | details |
| 12 augustus             | Volvo International New Haven, Verenigde Staten ATP Championship Series $ 915.000 - hardcourt - 56S/28Q/28D/8Q       | Byron Black Grant Connell       | Jonas Björkman Nicklas Kulti       | 6-4, 6-4            | details |
| 12 augustus             | Croatia Open Umag, Kroatië ATP World Series $ 375.000 - gravel - 32S/16D                                             | Carlos Moyá                     | Félix Mantilla                     | 6-0, 7-6(4)         | details |
| 12 augustus             | Croatia Open Umag, Kroatië ATP World Series $ 375.000 - gravel - 32S/16D                                             | Pablo Albano Luis Lobo          | Ģirts Dzelde Udo Plamberger        | 6-4, 6-1            | details |
| 19 augustus             | Waldbaum's Hamlet Cup Long Island, Verenigde Staten ATP World Series $ 225.000 - hardcourt - 32S/16D                 | Andrej Medvedev                 | Martin Damm                        | 7-5, 6-3            | details |
| 19 augustus             | Waldbaum's Hamlet Cup Long Island, Verenigde Staten ATP World Series $ 225.000 - hardcourt - 32S/16D                 | Luke Jensen Murphy Jensen       | Hendrik Dreekmann Aleksandr Volkov | 6-3, 7-6            | details |
| 19 augustus             | du Maurier Open Montreal, Canada ATP Super 9 $ 1.750.000 - hardcourt - 56S/28D                                       | Wayne Ferreira                  | Todd Woodbridge                    | 6-2, 6-4            | details |
| 19 augustus             | du Maurier Open Montreal, Canada ATP Super 9 $ 1.750.000 - hardcourt - 56S/28D                                       | Patrick Galbraith Paul Haarhuis | Mark Knowles Daniel Nestor         | 7-6, 6-3            | details |
| 26 augustus 2 september | US Open New York, Verenigde Staten Grand Slam $ 4.806.000 - hardcourt 128S/128Q/64D/16Q/32X                          | Pete Sampras                    | Michael Chang                      | 6-1, 6-4, 7-6(3)    | details |
| 26 augustus 2 september | US Open New York, Verenigde Staten Grand Slam $ 4.806.000 - hardcourt 128S/128Q/64D/16Q/32X                          | Mark Woodforde Todd Woodbridge  | Jacco Eltingh Paul Haarhuis        | 4-6, 7-6(5), 7-6(2) | details |
| 26 augustus 2 september | US Open New York, Verenigde Staten Grand Slam $ 4.806.000 - hardcourt 128S/128Q/64D/16Q/32X                          | Lisa Raymond Patrick Galbraith  | Manon Bollegraf Rick Leach         | 7-6(6), 7-6(4)      | details |

### September
| Week van                  | Toernooi                                                                                            | Winnaar(s)                       | Finalist(en)                   | Uitslag finale   |         |
| ------------------------- | --------------------------------------------------------------------------------------------------- | -------------------------------- | ------------------------------ | ---------------- | ------- |
| 9 september               | Bogotá Open Bogota, Colombia ATP World Series $ 303,000 - gravel - 32S/16D                          | Thomas Muster                    | Nicolás Lapentti               | 6-7(6), 6-2, 6-3 | details |
| 9 september               | Bogotá Open Bogota, Colombia ATP World Series $ 303,000 - gravel - 32S/16D                          | Nicolas Pereira David Rikl       | Pablo Campana Nicolás Lapentti | 6-3, 7-6         | details |
| 9 september               | The Samsung Open Bournemouth, Verenigd Koninkrijk ATP World Series $ 375.000 - gravel - 32S/16D     | Albert Costa                     | Marc-Kevin Goellner            | 6-7(4), 6-2, 6-2 | details |
| 9 september               | The Samsung Open Bournemouth, Verenigd Koninkrijk ATP World Series $ 375.000 - gravel - 32S/16D     | Marc-Kevin Goeller Greg Rusedski | Rodolphe Gilbert Nuno Marques  | 6-3, 7-6         | details |
| 9 september               | Romanian Open Boekarest, Roemenië ATP World Series $ 475.000 - gravel - 32S/16D                     | Alberto Berasategui              | Carlos Moyá                    | 6-1, 7-6(2)      | details |
| 9 september               | Romanian Open Boekarest, Roemenië ATP World Series $ 475.000 - gravel - 32S/16D                     | David Ekerot Jeff Tarango        | David Adams Menno Oosting      | 7-6, 7-6         | details |
| 20 september 22 september | Davis Cup (halve finale)                                                                            |                                  |                                |                  | details |
| 23 september              | Davidoff Swiss Indoors Bazel, Zwitserland ATP World Series $ 975.000 - tapijt (i) - 32S/323Q/16D/4Q | Pete Sampras                     | Hendrik Dreekmann              | 7-5, 6-2, 6-0    | details |
| 23 september              | Davidoff Swiss Indoors Bazel, Zwitserland ATP World Series $ 975.000 - tapijt (i) - 32S/323Q/16D/4Q | Jevgeni Kafelnikov Daniel Vacek  | David Adams Menno Oosting      | 6-3, 6-4         | details |
| 23 september              | Campionati Internazionali di Sicilia Palermo, Italië ATP World Series $ 303.000 - gravel - 32S/16D  | Karim Alami                      | Adrian Voinea                  | 7-5, 2-1, opgave | details |
| 23 september              | Campionati Internazionali di Sicilia Palermo, Italië ATP World Series $ 303.000 - gravel - 32S/16D  | Andrew Kratzmann Marcos Ondruska | Cristian Brandi Emilio Sánchez | 7-6, 6-4         | details |
| 30 september              | Grand Prix de Tennis de Lyon Lyon, Frankrijk ATP World Series $ 725.000 - tapijt (i)- 32S/16D       | Jevgeni Kafelnikov               | Arnaud Boetsch                 | 7-5, 6-3         | details |
| 30 september              | Grand Prix de Tennis de Lyon Lyon, Frankrijk ATP World Series $ 725.000 - tapijt (i)- 32S/16D       | Jim Grabb Richey Reneberg        | Neil Broad Piet Norval         | 6-2, 6-1         | details |
| 30 september              | Heineken Open Singapore Singapore, Singapore ATP World Series $ 389.250 - hardcourt (i) 32S/16D     | Jonathan Stark                   | Michael Chang                  | 6-4, 6-4         | details |
| 30 september              | Heineken Open Singapore Singapore, Singapore ATP World Series $ 389.250 - hardcourt (i) 32S/16D     | Mark Woodforde Todd Woodbridge   | Martin Damm Andrej Olchovski   | 7-6, 7-6         | details |
| 30 september              | Marbella Open Marbella, Spanje ATP World Series $ 303.000 - gravel - 32S/16D                        | Marc-Kevin Goellner              | Àlex Corretja                  | 7-6(4), 7-6(2)   | details |
| 30 september              | Marbella Open Marbella, Spanje ATP World Series $ 303.000 - gravel - 32S/16D                        | Andrew Kratzmann Jack Waite      | Pablo Albano Lucas Arnold Ker  | 6-7, 6-3, 6-4    | details |

### Oktober
| Week van   | Toernooi                                                                                              | Winnaar(s)                      | Finalist(en)                     | Uitslag finale          |         |
| ---------- | --- | ------------------------------- | -------------------------------- | ----------------------- | ------- |
| 7 oktober  | CA Tennis Trophy Wenen, Oostenrijk ATP Championship Series $ 675.000 - tapijt (i) - 32S/16D           | Boris Becker                    | Jan Siemerink                    | 6-4, 6-7(7), 6-2, 6-3   | details |
| 7 oktober  | CA Tennis Trophy Wenen, Oostenrijk ATP Championship Series $ 675.000 - tapijt (i) - 32S/16D           | Jevgeni Kafelnikov Daniel Vacek | Menno Oosting Pavel Vízner       | 7-6, 6-4                | details |
| 7 oktober  | China Open Peking, China ATP World Series $ 303.000 - tapijt (i) - 32S/16D                            | Greg Rusedski                   | Martin Damm                      | 7-6(5), 6-4             | details |
| 7 oktober  | China Open Peking, China ATP World Series $ 303.000 - tapijt (i) - 32S/16D                            | Martin Damm Andrej Olchovski    | Patrik Kühnen Gary Muller        | 6-4, 7-5                | details |
| 14 oktober | IPB Czech Indoor Ostrava, Tsjechië ATP World Series $ 450.000 - tapijt (i)- 32S/16D                   | David Prinosil                  | Petr Korda                       | 6-1, 6-2                | details |
| 14 oktober | IPB Czech Indoor Ostrava, Tsjechië ATP World Series $ 450.000 - tapijt (i)- 32S/16D                   | Cyril Suk Sandon Stolle         | Ján Krošlák Karol Kučera         | 7-6, 6-3                | details |
| 14 oktober | Tel Aviv Open Tel Aviv, Israël ATP World Series $ 303.000 - hardcourt - 32S/16D                       | Javier Sánchez                  | Marcos Ondruska                  | 6-4, 7-5                | details |
| 14 oktober | Tel Aviv Open Tel Aviv, Israël ATP World Series $ 303.000 - hardcourt - 32S/16D                       | Marcos Ondruska Grant Stafford  | Noam Behr Eyal Erlich            | 6-3, 6-2                | details |
| 14 oktober | Grand Prix de Tennis de Toulouse Toulouse, Frankrijk ATP World Series $ 375.000 - tapijt (i)- 32S/16D | Mark Philippoussis              | Magnus Larsson                   | 6-1, 5-7, 6-4           | details |
| 14 oktober | Grand Prix de Tennis de Toulouse Toulouse, Frankrijk ATP World Series $ 375.000 - tapijt (i)- 32S/16D | Jacco Eltingh Paul Haarhuis     | Olivier Delaître Guillaume Raoux | 6-3, 7-5                | details |
| 21 oktober | Eurocard Open Stuttgart, Duitsland ATP Super 9 $ 1.950.000 - hardcourt (i) - 48S/24D                  | Boris Becker                    | Pete Sampras                     | 3-6, 6-3, 3-6, 6-3, 6-4 | details |
| 21 oktober | Eurocard Open Stuttgart, Duitsland ATP Super 9 $ 1.950.000 - hardcourt (i) - 48S/24D                  | Sébastien Lareau Alex O'Brien   | Jacco Eltingh Paul Haarhuis      | 3-6, 6-4, 6-3           | details |
| 28 oktober | Paris Open Parijs, Frankrijk ATP Super 9 $ 2,300,000 - tapijt (i) - 48S/24Q/24D                       | Thomas Enqvist                  | Jevgeni Kafelnikov               | 6-2, 6-4, 7-5           | details |
| 28 oktober | Paris Open Parijs, Frankrijk ATP Super 9 $ 2,300,000 - tapijt (i) - 48S/24Q/24D                       | Jacco Eltingh Paul Haarhuis     | Jevgeni Kafelnikov Daniel Vacek  | 6-4, 4-6, 7-6           | details |

### November
| Week van               | Toernooi | Winnaar(s)                        | Finalist(en)                  | Uitslag finale                    |         |
| ---------------------- | --- | --------------------------------- | ----------------------------- | --------------------------------- | ------- |
| 4 november             | Kremlin Cup Moskou, Rusland ATP World Series $ 1.125.000 - tapijt (i) - 32S/16D                                   | Goran Ivanišević                  | Jevgeni Kafelnikov            | 3-6, 6-1, 6-3                     | details |
| 4 november             | Kremlin Cup Moskou, Rusland ATP World Series $ 1.125.000 - tapijt (i) - 32S/16D                                   | Rick Leach Andrej Olchovski       | Jiří Novák David Rikl         | 4-6, 6-1, 6-2                     | details |
| 4 november             | Scania Stockholm Open Stockholm, Zweden ATP World Series $ 800.000 - hardcourt (i) - 32S/16D                      | Thomas Enqvist                    | Todd Martin                   | 7-5, 6-4, 7-6(0)                  | details |
| 4 november             | Scania Stockholm Open Stockholm, Zweden ATP World Series $ 800.000 - hardcourt (i) - 32S/16D                      | Patrick Galbraith Jonathan Stark  | Todd Martin Chris Woodruff    | 7-6, 6-4                          | details |
| 4 november             | Movistar Open Santiago, Chili ATP World Series $ 303.000 - gravel - 32S/16D                                       | Hernán Gumy                       | Marcelo Ríos                  | 6-4, 7-5                          | details |
| 4 november             | Movistar Open Santiago, Chili ATP World Series $ 303.000 - gravel - 32S/16D                                       | Gustavo Kuerten Fernando Meligeni | Dinu Pescariu Albert Portas   | 6-4, 6-2                          | details |
| 13 november            | ATP Tour World Doubles Championships Hartford, Verenigde Staten Tennis Masters Cup $ 500.000 tapijt (i) - 8D (RR) | Mark Woodforde Todd Woodbridge    | Sébastien Lareau Alex O'Brien | 6-4, 5-7, 6-2, 7-6                | details |
| 19 november            | ATP Tour World Championships Hannover, Duitsland Tennis Masters Cup $3.300.000 tapijt (i) - 8S (RR)               | Pete Sampras                      | Boris Becker                  | 3-6, 7-6(5), 7-6(4), 6-7(11), 6-4 | details |
| 29 november 1 december | Davis Cup (finale)                                                                                                | Frankrijk                         | Zweden                        | 3-2                               | details |

### December
| Week van    | Toernooi                                                                | Winnaar(s)    | Finalist(en)     | Uitslag finale |               |
| ----------- | ----------------------------------------------------------------------- | ------------- | ---------------- | -------------- | ------------- |
| 2 december  | Compaq Grand Slam Cup München, Duitsland $ 6.000.000 - tapijt (i) - 16S | Boris Becker  | Goran Ivanišević | 6-3, 6-4, 6-4  | details       |
| 9 december  | Geen toernooi                                                           | Geen toernooi | Geen toernooi    | Geen toernooi  | Geen toernooi |
| 16 december | Geen toernooi                                                           | Geen toernooi | Geen toernooi    | Geen toernooi  | Geen toernooi |
| 23 december | Geen toernooi                                                           | Geen toernooi | Geen toernooi    | Geen toernooi  | Geen toernooi |

## Statistieken toernooien

### Toernooien per ondergrond
| Ondergrond   | Aantal | Buiten/binnen | Aantal |
| ------------ | ------ | ------------- | ------ |
| Hardcourt    | 31     | Buiten        | 24     |
| Hardcourt    | 31     | Binnen        | 7      |
| Gravel       | 31     | Buiten        | 31     |
| Gravel       | 31     | Binnen        | 0      |
| Tapijt       | 19     | Binnen        | 19     |
| Gras         | 6      | Buiten        | 6      |
| Verschillend | 1      | Verschillend  | 1      |
| Totaal       | 88     |               |        |

### Best of five finales enkelspel
| Categorie               | Aantal |
| ----------------------- | ------ |
| Grand Slams             | 4/4    |
| Tennis Masters Cup      | 1/1    |
| ATP Super 9             | 6/9    |
| ATP Championship Series | 4/11   |
| ATP World Series        | 5/57   |
| World Team Cup          | 0/1    |
| ITF evenementen         | 3/4    |
| Totaal                  | 23/87  |